# Karalaica atroscutata
Karalaica atroscutata is een hooiwagen uit de familie Assamiidae.